# Дорогие мои мальчишки
«Дорогие мои мальчишки» — повесть Льва Кассиля, написанная им в годы Великой Отечественной войны. Основная тематика произведения описывает повседневную жизнь подростков, которые заменили в тылу своих отцов и старших братьев, ушедших на фронт.

## Сюжет
Действия произведения происходят в небольшом городке на Волге в годы Великой Отечественной войны. Главный герой повести — Капка Бутырев — довольно известен в городе. Капитон является бригадиром на заводе и уже опытным уважаемым специалистом. Несмотря на маленький рост, отличается большой физической силой. Левша. Часто дерется с хулиганами. Синегорцы Валера Черепашин и Тимка заметили Капку, который будучи сиротой всячески опекал младших брата и сестру, и пытались помочь ему по мере своих возможностей.
Спокойную жизнь городка нарушает прибытие юнг — ребята вступают с ними в конфликт, считая их щеголями. Однако автор предупреждает читателя, что на долю этих парней уже выпали невыносимые военные испытания. Молодым «задавакам» скоро придется показать свои знания в бою. Опасность и близость смерти помирили и объединили еще недавних соперников — синегорцев и юнг. А после боя Капку (участвовал в рукопашном бою с немецкими десантниками, взял в плен пулеметчика) даже похвалил за храбрость мичман и напророчил ему стать моряком.
Через всю повесть автор даёт некоторые намёки и упоминания о неизвестной Синегории. Странности в поведении главных героев несут какую-то таинственность и недосказанность. Но Кассиль не спешит раскрывать эти тайны и долгое время оставляет интригу для читателя. Тайна раскрывается лишь к середине произведения — десятая глава поднимает завесу тайны и рассказывает историю появления мальчишеской игры в Синегорию.
У главных героев есть наставник Арсений Петрович Гай (прототип — Аркадий Петрович Гайдар), являющийся для ребят ещё и другом. Именно Гай и выдумал совместно с мальчишками эту таинственную Синегорию.

## История создания
С первых дней Великой Отечественной войны Лев Кассиль являлся корреспондентом ряда газет и радио. В это время советский народ стал свидетелем героизма подростков на так называемом «мирном фронте» — фабриках и заводах. Кассиль часто бывал в ремесленных училищах Урала и Москвы, где мальчишки и девчонки, которым в силу возраста нужно было учиться в школе, становились рабочими, заменяя собой ушедших на войну взрослых.
Свою повесть Кассиль посвятил Аркадию Гайдару — детского писателя легко можно узнать в одном из персонажей произведения, синоптике Арсении Петровиче Гае. Когда Лев Абрамович писал «Дорогих моих мальчишек», уже было известно, что Гайдар погиб на фронте. Повесть была закончена в 1944 году и тогда же была издана Детгизом.

## Издания
Повесть «Дорогие мои мальчишки» многократно переиздавалась на русском языке, была переведена на языки народов СССР. Во Франции она вышла в особой серии, включающей самые известные детские книги всех стран. Кроме того, книга была переиздана в Польше, Болгарии, Югославии и Чехословакии.

## Экранизации
По повести «Дорогие мои мальчишки» в 1946 году режиссёрами Эрастом Гариным и Хесей Локшиной был снят художественный фильм «Синегория». Также повесть была экранизирована в 1978 году: двухсерийный фильм «Мальчишки» Вадима Зобина в сравнении с литературным источником и первой экранизацией отличается натурализмом и трагизмом.
Помимо двух фильмов, в 2020 году, к 75-летию Победы, композитор Сергей Плешак на основе либретто, написанного Николаем Голем по повести «Дорогие мои мальчишки», сочинил одноактную оперу «Мальчишки». Опера была поставлена для юных зрителей в 2021 году режиссёром Натальей Карпинской в Хоровом училище имени М. И. Глинки.